# Hydrornis
Hydrornis là một chi trong họ Đuôi cụt Pittidae. Chi này gồm 13 loài, được tìm thấy ở Đông Nam Á. Chi này trước đây được gộp vào chi lớn hơn Pitta, nhưng một nghiên cứu năm 2006 đã tách họ Đuôi cụt thành 3 chi.

## Các loài
- Hydrornis baudii (đồng nghĩa: Pitta baudii): Đuôi cụt đầu lam
- Hydrornis caeruleus (đồng nghĩa: Pitta caerulea): Đuôi cụt lớn
- Hydrornis cyaneus (đồng nghĩa: Pitta cyanea): Đuôi cụt đầu đỏ hay đuôi cụt lam
- Hydrornis elliotii (đồng nghĩa: Pitta elliotii): Đuôi cụt bụng vằn
- Hydrornis guajanus (đồng nghĩa: Pitta guajana): Đuôi cụt sọc Java
- Hydrornis gurneyi (đồng nghĩa: Pitta gurneyi): Đuôi cụt Gurney
- Hydrornis irena: Đuôi cụt sọc Malaya. Tách ra từ Pitta guajana theo Rheindt & Eaton (2010)
- Hydrornis nipalensis (đồng nghĩa: Pitta nipalensis): Đuôi cụt gáy xanh
- Hydrornis oatesi (đồng nghĩa: Pitta oatesi): Đuôi cụt đầu hung hay đuôi cụt gáy bạc
- Hydrornis phayrei (đồng nghĩa: Pitta phayrei): Đuôi cụt nâu hay đuôi cụt có tai
- Hydrornis schneideri (đồng nghĩa: Pitta schneideri): Đuôi cụt Schneider
- Hydrornis schwaneri: Đuôi cụt sọc Borneo. Tách ra từ Pitta guajana theo Rheindt & Eaton (2010)
- Hydrornis soror (đồng nghĩa: Pitta soror): Đuôi cụt đầu xám hay đuôi cụt phao câu lam